# Kapitälchen
Kapitälchen sind verkleinerte Großbuchstaben. Sie werden zur Hervorhebung in der Typografie anstelle von normalen Kleinbuchstaben verwendet (Beispiel anstatt Beispiel). Daneben gibt es falsche Kapitälchen sowie Versalschrift aus Großbuchstaben (BEISPIEL).
In der Antiqua-Schrift werden Großbuchstaben und Kleinbuchstaben gemischt verwendet. Die Großbuchstaben basieren auf den Formen der Capitalis monumentalis und die Kleinbuchstaben auf denen der humanistischen Minuskel, die ihrerseits auf der karolingischen Minuskel basiert. Gibt man den Glyphen der Kleinbuchstaben die Formen der Capitalis, sonst aber alle Eigenschaften (wie Strichstärke und Grauwert) der Kleinbuchstaben, nennt man sie Kapitälchen. Der englische Begriff Small Caps verbreitete sich im deutschsprachigen Raum seit etwa 1990 durch englischsprachige Software wie QuarkXPress, PageMaker und andere Desktop-Publishing-Programme.

## Höhe der Kapitälchen
In der deutschsprachigen Typografie haben Kapitälchen x-Höhe. In der angelsächsischen Typografie sind die Kapitälchen etwa 10 % größer als die Gemeinen, liegen also zwischen x- und Versalhöhe. Die Schrifttechnik OpenType enthält zwei Features für den Zugriff auf die Kapitälchen: Small Caps für die 10 % vergrößerten Kapitälchen und Petite Caps für die Kapitälchen in normaler Gemeinen-Größe.

## Echte und falsche Kapitälchen

Blindtext, links mit echten Kapitälchen und Ligaturen zehn auf zwölf Punkt, rechts mit falschen Kapitälchen in Microsoft Word. Die Schriftart und alle übrigen Einstellungen sind identisch.

Wenn keine echten Kapitälchen in einer Werkschrift vorhanden sind, können Textverarbeitungsprogramme falsche Kapitälchen durch Skalierung von Versalien erzeugen. Diese Praxis ist in der Typografie allerdings verpönt, da diese Zeichen dann entweder zu groß (siehe die rechte Spalte der Abbildung) oder zu hell ausfallen. Außerdem haben Großbuchstaben und falsche Kapitälchen unterschiedliche, nicht harmonische Strichstärken. Sie sind nicht so ausgewogen wie echte Kapitälchen (für echte Kapitälchen siehe die linke Spalte der Abbildung). In beiden Fällen fallen sie dann bei der Betrachtung aus einiger Entfernung sofort ins Auge.
Daher existieren in der Schriftfamilie eines Expertensatzes fast immer spezielle Schriftstilvarianten für Kapitälchen: normale, kursive und fette Kapitälchen. Bei OpenType-Schriften sind echte Kapitälchen oft auch als eigene Glyphen in den jeweiligen Schriftschnitt integriert. Sie lassen sich dann in Textverarbeitungsprogrammen über entsprechende OpenType-Funktionen aufrufen.
Kapitälchen sollten leicht gesperrt werden (0,5–1 Punkt), wenn dies die Schriftart nicht schon selbst vorsieht. Ausgleichen ist im Werksatz nicht notwendig.

## Verwendung
In den Anfängen des Buchdrucks betrachtete man kursive Schriften noch nicht als zur gleichen Familie gehörig wie die Normalschnitte. Wo im modernen Schriftsatz zur Schriftauszeichnung vornehmlich Kursive verwendet werden, standen anfangs neben der Sperrung nur Kapitälchen zur Verfügung. Heute werden Kapitälchen überwiegend für Namen und gelegentlich für die ersten Wörter eines Absatzes nach einer Überschrift verwendet.
Ein ß wird durch das große Eszett (ẞ) in Kapitälchenform dargestellt oder oft ersatzweise durch SS, wenn die Schrift das große Eszett nicht zur Verfügung stellt. Die Darstellung als SZ in Fällen, in denen eine Verwechslung möglich ist, wie in Masse (MASSE) und Maße (MASZE), ist seit der Rechtschreibreform von 1996 nicht mehr vorgesehen.

## Ähnliche Effekte
- Eine Initiale bezeichnet einen schmückenden Anfangsbuchstabe zu Beginn eines Textes.